# Acacia borleae
Acacia borleae é uma espécie de leguminosa do gênero Acacia, pertencente à família Fabaceae.